# Aérodrome de Belle-Île
L’aérodrome de Belle-Île (code IATA : BIC • code OACI : LFEA) est un aérodrome ouvert à la circulation aérienne publique (CAP), situé sur la commune de Bangor à 4 km au sud-sud-ouest du Palais dans le Morbihan (région Bretagne, France).
Il est utilisé pour la pratique d’activités de loisirs et de tourisme (aviation légère).

## Histoire
Construit en 1954, l’aérodrome de Belle-Île est devenu une propriété intercommunale en 1969. Implanté au centre de Belle-Île-en-Mer, il accueille chaque année plus de 1 000 avions.
Il est membre de l'UAF (Union des aéroports français & francophones associés).
En haute saison, le trafic est de 160 rotations (atterrissages et décollages) par jour en moyenne. entre mai et fin juillet 2018, ce n'est pas moins de 3 344 rotations qui ont été enregistrées.

## Situation
| \| 20 km1:801 000 \| Dinan Lannion Saint-Brieuc Ouessant Brest Morlaix Quimper Belle-Île Guiscriff - Scaër Ploërmel Pontivy Quiberon Lorient Vannes Redon Rennes Saint-Malo-Dinard BAN Lanvéoc-Poulmic BAN Landivisiau |
| 20 km1:801 000 |

## Installations
L’aérodrome dispose d’une piste bitumée orientée est-ouest (06/24), longue de 660 mètres et large de 25 mètres.
L’aérodrome dispose d’un service d’information de vol (AFIS). Les communications s’effectuent sur la fréquence de 118,750 MHz.

## Activités

### Loisirs et tourisme
- Aéro-club de Belle-île Charles Robin

### Liaisons régulières
Air Ouest (créé en 1955) a utilisé un service régulier entre Nantes, La Baule, Belle-Île et Quiberon, en utilisant une flotte de trois D.H.89 Rapide. Le service a cessé en 1960.
En 1963, la compagnie aérienne bretonne Rousseau Aviation effectuait la ligne Quiberon-Belle-Île en avion "Dragon Rapide" (De Havilland DH 89)
En 1972, la compagnie aérienne Thalass Air (initialement appelée Air Bobet), fondée par Louison Bobet pour son fils pilote, assurait la liaison vers l'aérodrome de Quiberon tandis que la compagnie Avia Taxi France (devenue ensuite Taxi Avia France) assurait de juin à septembre la liaison directe vers Paris/Le Bourget en Cessna,,,.
Entre 1976 et 1978, la compagnie Air Rhuys effectuait des vols à la demande de et vers l'aéroport de Vannes.
En 1980, la société Belle Ile Air Service (créée par Jean-Claude Lalouse en 1979) assure la ligne vers le continent en atterrissant sur l'aéroport de Lorient. Cette société fusionne avec la société d'économie mixte Finist'air en 1984,.
De 1984 à 1999, la compagnie aérienne Insul'Air, filiale de la compagnie brestoise Finist'air, assurait la liaison saisonnière avec l'aéroport de Lorient. Le service était assuré du 1er avril au 31 octobre en Fokker de 5 places puis en 1992, en Cessna 208B Caravan de 9 places n° F-GJFI (durée de vol 15 à 20 minutes). Les horaires des rotations étaient calquées sur les vols en provenance et à destination de Paris. Le Président de la République en fonction, François Mitterrand, fit partie des clients de cette ligne lorsqu'il venait à l'hôtel Thalasso Castel Clara se ressourcer. Le Cessna avait été financé aux deux tiers par la Compagnie Morbihannaise de Navigation et pour un tiers par Finist'air (Montant investissement: 6,2 millions de Francs). La liaison a été interrompue à la suite de l'arrêt des financements du département du Morbihan. La ligne avait été reprise une dernière fois en juillet et août 2001, le week-end uniquement. Elle était passée en OSP (Obligation de service public) pour deux ans durant les années 1998 et 1999 (JOCE du 10/06/1997) mais sans pourvoir bénéficier du fond de péréquation.
Été 1995, Insul'Air propose chaque jour, un vol régulier entre Belle-Ile-en-Mer et Nantes avec une escale facultative à La Baule. 23 rotations avaient été opérées en juillet. Départ le matin de l'Ile et retour en fin d'après midi (durée de vol 30 minutes). L'appareil utilisé est le même que celui qui assurait la ligne avec Lorient.
À partir de 1997, c'était la compagnie Air West qui exploitait la ligne vers Nantes en Piper PA-31 Navajo. Air West avait pour projet de créer une ligne postale entre Belle-Ile et Vannes.
Les lignes Lorient/Belle-Ile et Nantes/Belle-Ile étaient exploitées en OSP (Obligation de service public) pour deux ans durant les années 1998 et 1999 (JOCE du 10/06/1997). La gestion au départ de Lorient est confiée à Finist'Air et celle de Nantes, à un exploitant privé.
En 1998, Insul'air proposait de voler jusqu'à l'aéroport de Quimper en complément de la ligne de Lorient pour récupérer les passagers en provenance de l'aéroport de Paris-Orly, les avions de Lorient desservant uniquement l'aéroport de Roissy-Charles-de Gaulle.
Du 4 juillet au 31 août 2003, la société Nantaise Bleudem'Air, un réseau d'agences de voyages, proposait des vols réguliers au départ de Nantes et La Baule, du Vendredi au dimanche, en Cessna Caravan affrété à la compagnie Brestoise Finist'Air. Une chef d'escale avait même été recrutée pour assurer l'accueil, l'enregistrement et la vente des billets à l'aérodrome de Belle-Ile.
La compagnie aérienne nantaise Atlantic AirLift, d'existence éphémère (2005-2006), assurait également en 2006, la liaison Nantes-Belle-Île en Cessna Caravan de 14 places transformé en 9 places pour le confort des passagers (immatriculation avion F-GNYR), 1 à 2 fois par jour,. La ligne s'arrêtait la même année à la suite de la liquidation de la compagnie.
La société Vendée Aviation, via sa compagnie aérienne Air Ouest, étudiait la reprise pour la saison 2018 d'une liaison vers Lorient-Aéroport Bretagne Sud. Finalement, c'était pour la saison 2019 que cette liaison était étudiée en correspondance des vols en provenance de Roissy, probablement par la compagnie Finist’Air. En 2020, c'est la société Brittany Aviation qui voulait exploiter cette ligne de et vers Lorient mais en hélicoptère gros-porteur de type AgustaWestland AW139 à raison de 3 rotations quotidiennes mais une pétition demandant l'abandon du projet a eu raison de celle-ci, pétition qui a recueilli plus de 3 000 signatures des habitants de l'ile,.
En 2021, la compagnie finistair ouvre une liaison test du 15 mai au 02 octobre, 2 fois par semaine (samedi et lundi), venant de Brest et Vannes. Le premier vol a été accueilli par une cinquantaine d'opposants (80 à Vannes) à l’augmentation du trafic aérien et à la pollution sonore sur l'aérodrome. Une pétition pour dénoncer ce projet allant « à l’encontre de l’article de la loi « Climat & Résilience » votée en avril 2021 » a été lancée par les associations Les Lucioles – Ria en Transition,  Le Dolmen des possibles, Alors on s’bouge ?!, Cueillir, Le Labouriou et a recueilli plus de 18 000 signatures,.
En 2022, en plus de Brest et Vannes, la "Finistair" ouvre une liaison vers/de l'aéroport de Rennes du 1 juillet au 31 août.
Actuellement, la "Finistair" exploite des vols saisonniers vers Brest et Rennes.
| Compagnies | Destinations                                     |
| ---------- | ------------------------------------------------ |
| Finistair  | En saison : Brest-Bretagne, Rennes-Saint-Jacques |

### Statistiques
| Mouvements                 | 2004 | 2005 | 2006 | 2007 | 2008 | 2009 | 2010 | 2011 | 2012 | 2013 | 2014 | 2015 | 2016 | 2017 | 2018 | 2019 | 2020 | 2021 | 2022 |
| -------------------------- | ---- | ---- | ---- | ---- | ---- | ---- | ---- | ---- | ---- | ---- | ---- | ---- | ---- | ---- | ---- | ---- | ---- | ---- | ---- |
| Mouvements commerciaux     | 0    | 0    | 408  | 0    | 0    | 0    | 0    | 0    | 0    | 0    | 0    | 0    | 0    | 0    | 0    | 0    | 0    | 45   | 66   |
| Mouvements non commerciaux | 4051 | 4496 | 5277 | 4164 | 4127 | 5287 | 2184 | 1735 | 1920 | 2322 | 1283 | 2920 | 2839 | 2221 | 2712 | 2206 | 2041 | 2204 | 1798 |
| - Locaux                   | 600  | 1100 | 1650 | 4164 | 4127 | 5287 | 2184 | 1735 | 1920 | 2322 | 1283 | 2920 | 2839 | 2221 | 2712 | 2206 | 2041 | 2204 | 1798 |
| - Voyages                  | 3451 | 3396 | 3627 | 0    | 0    | 0    | 0    | 0    | 0    | 0    | 0    | 0    | 0    | 0    | 0    | 0    | 0    | 0    | 0    |
| Total                      | 4051 | 4496 | 5685 | 4164 | 4127 | 5287 | 2184 | 1735 | 1920 | 2322 | 1283 | 2920 | 2839 | 2221 | 2712 | 2206 | 2041 | 2249 | 1864 |

## Points divers

### Accidents légers
Le vendredi 23 août 2013, un avion Wassmer 41 transportant 4 personnes demeurant Belle-Île, de retour de l'île d'Yeu, effectue un atterrissage forcé à la suite d'une panne technique. Deux victimes, le pilote et un passager ont été transportés sur le centre hospitalier du Palais à Belle Ile en Mer.
Le même jour, un avion de tourisme avec deux personnes à son bord subissait un incident technique dû à une défaillance de la pompe d'alimentation d'essence. Le pilote maîtrisant l'incident, a pu faire atterrir l'engin sans aucun blessé.
Le 10 juillet 2018, le PA28 immatriculé F-GZEU effectue un atterrissage d'urgence en campagne et l'avion s'immobilise sur la végétation à la suite d'une panne moteur peu après le décollage. Les dommages sont importants mais il n'y aura aucun blessé.

## Galerie photographique

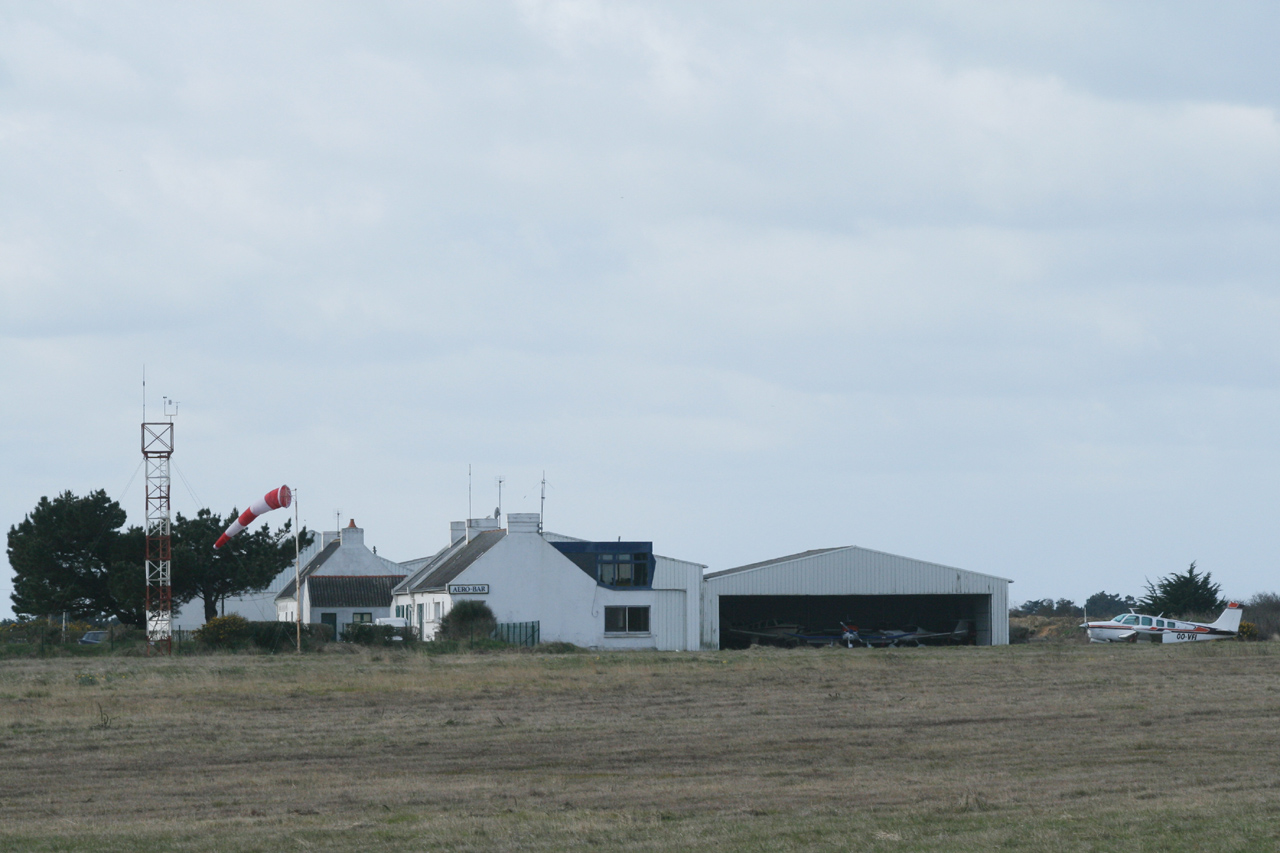
Aéroclub Charles Robin de Belle-Ile.
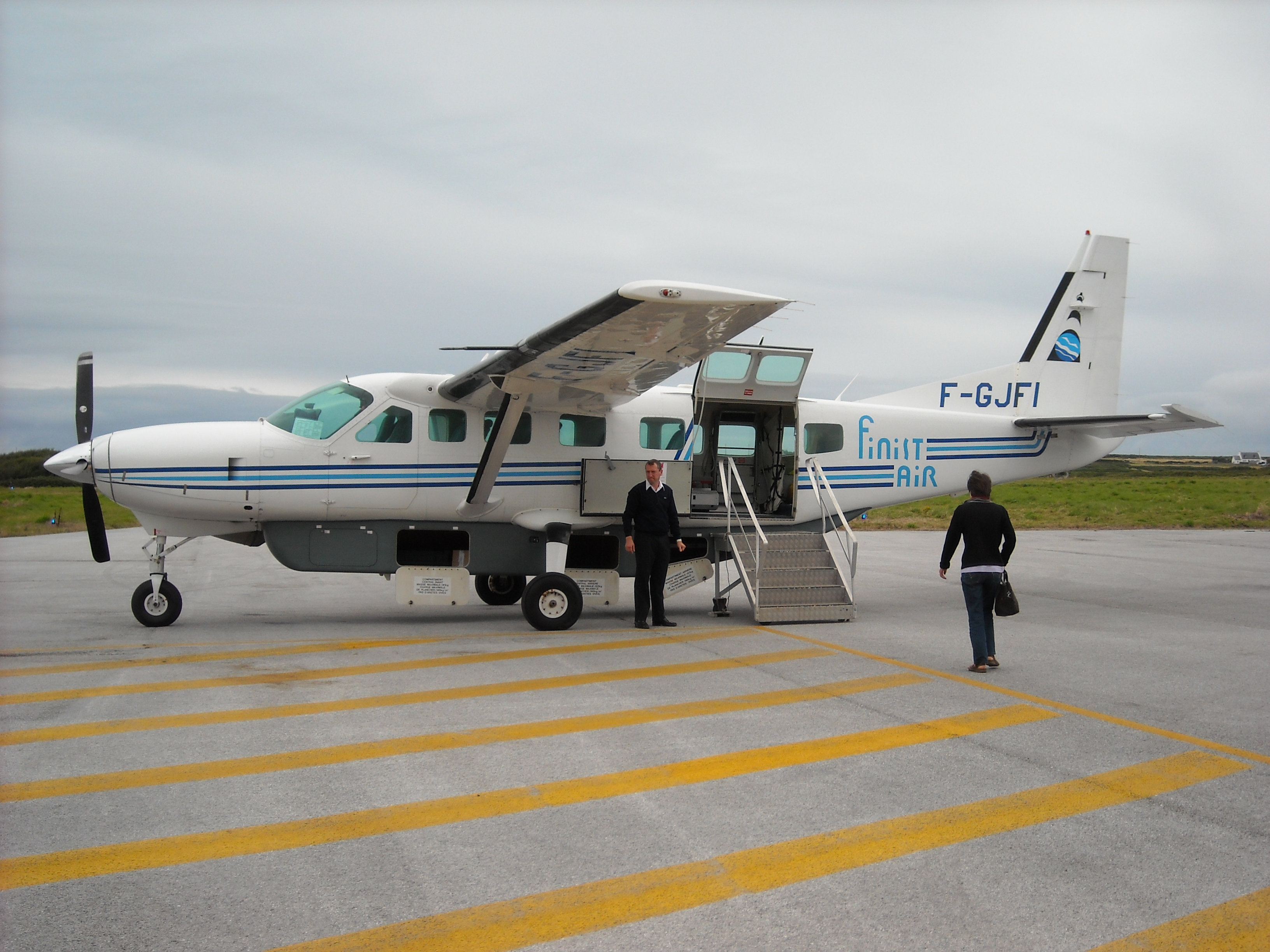
Cessna 208B (F-GJFI) qui assurait la liaison Lorient-Belle-Ile-En-Mer entre 1991 et 2001
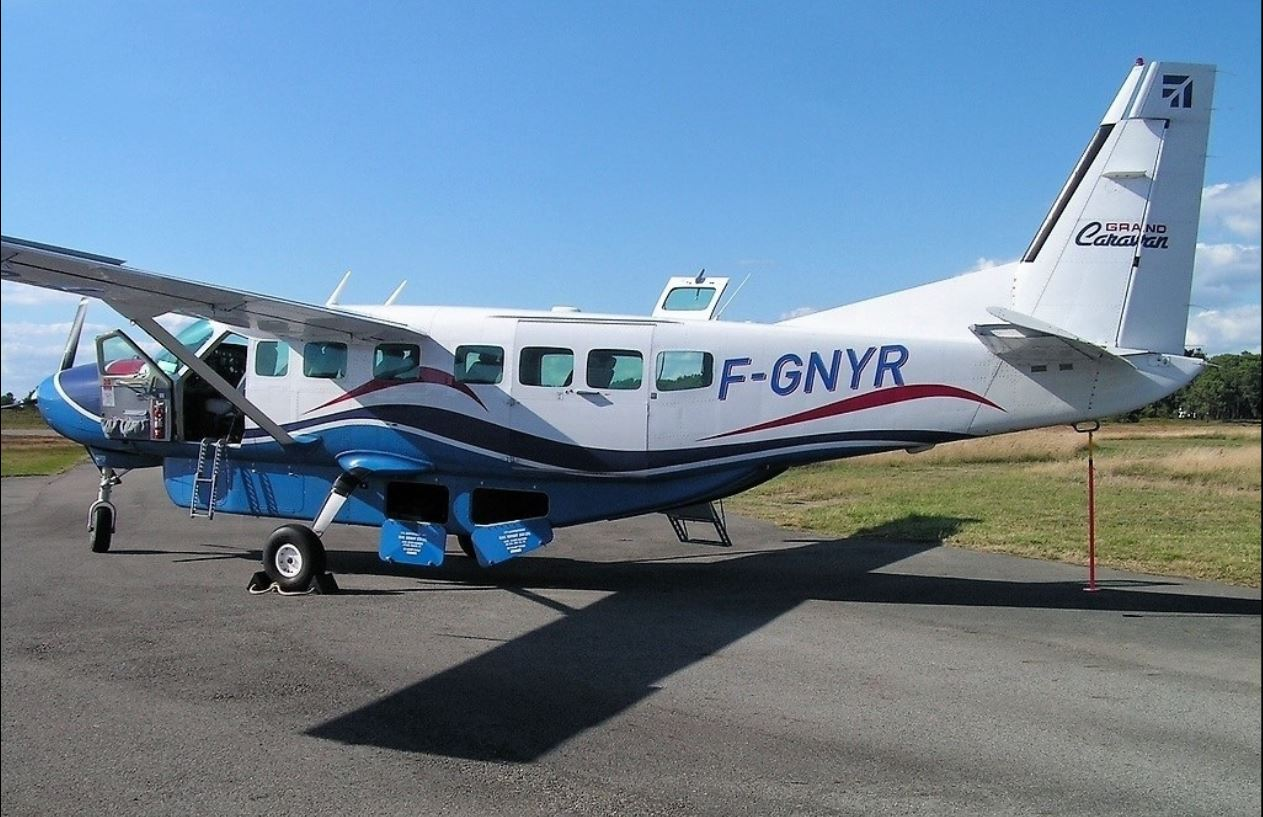
Cessna 208B de "Atlantic Airlift" ligne Nantes/Belle-Ile en 2006
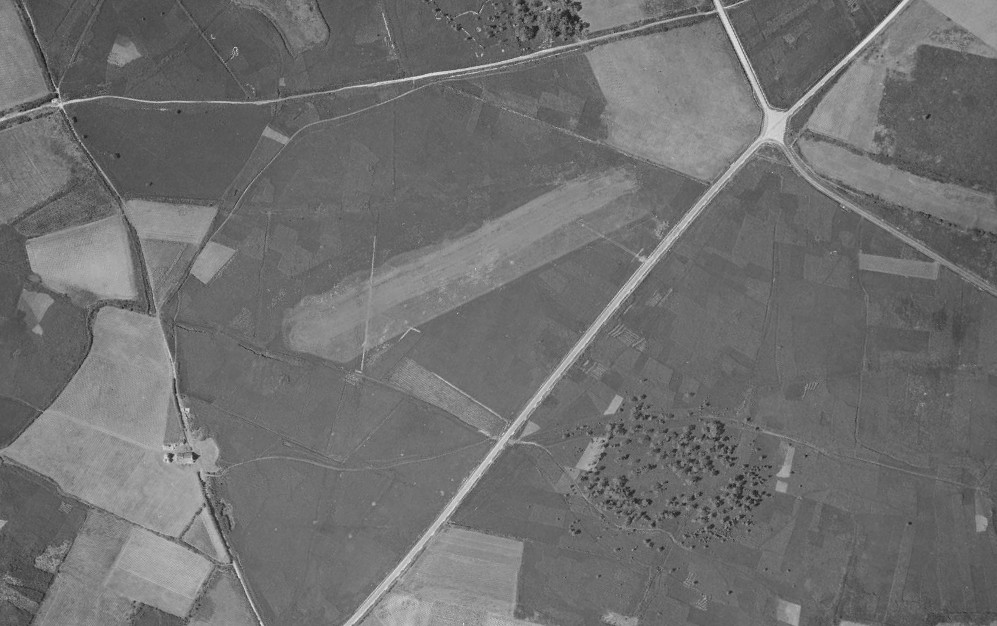
Aérodrome de Belle Ile le 14 août 1950 avec une piste en herbe.
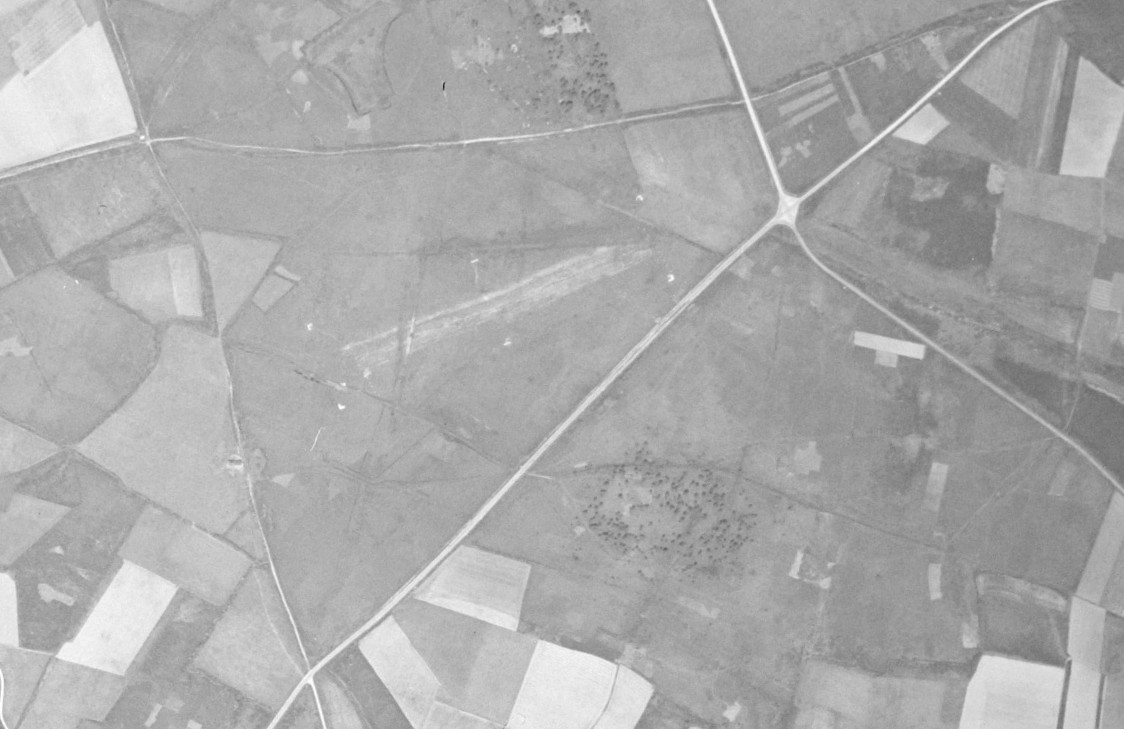
Aérodrome de Belle Ile le 24 mai 1952 avec une piste en herbe.
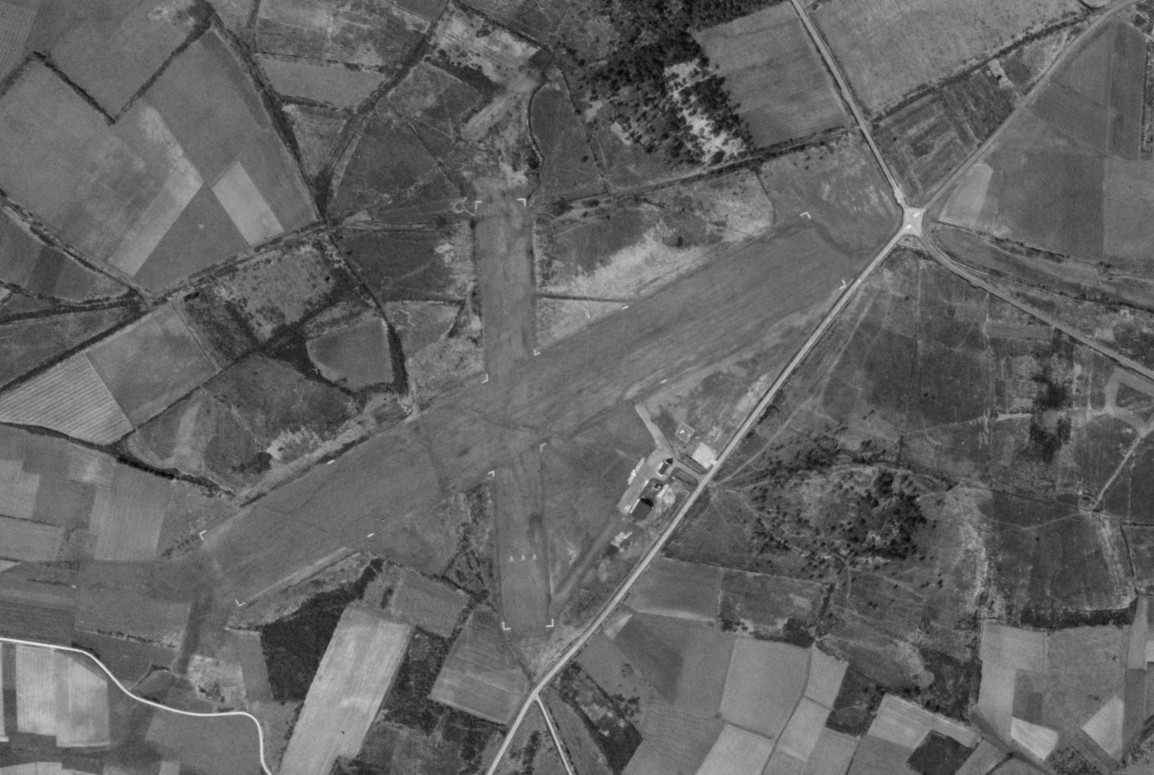
Aérodrome de Belle Ile le 30 mars 1965 avec deux pistes en herbe et batiments.
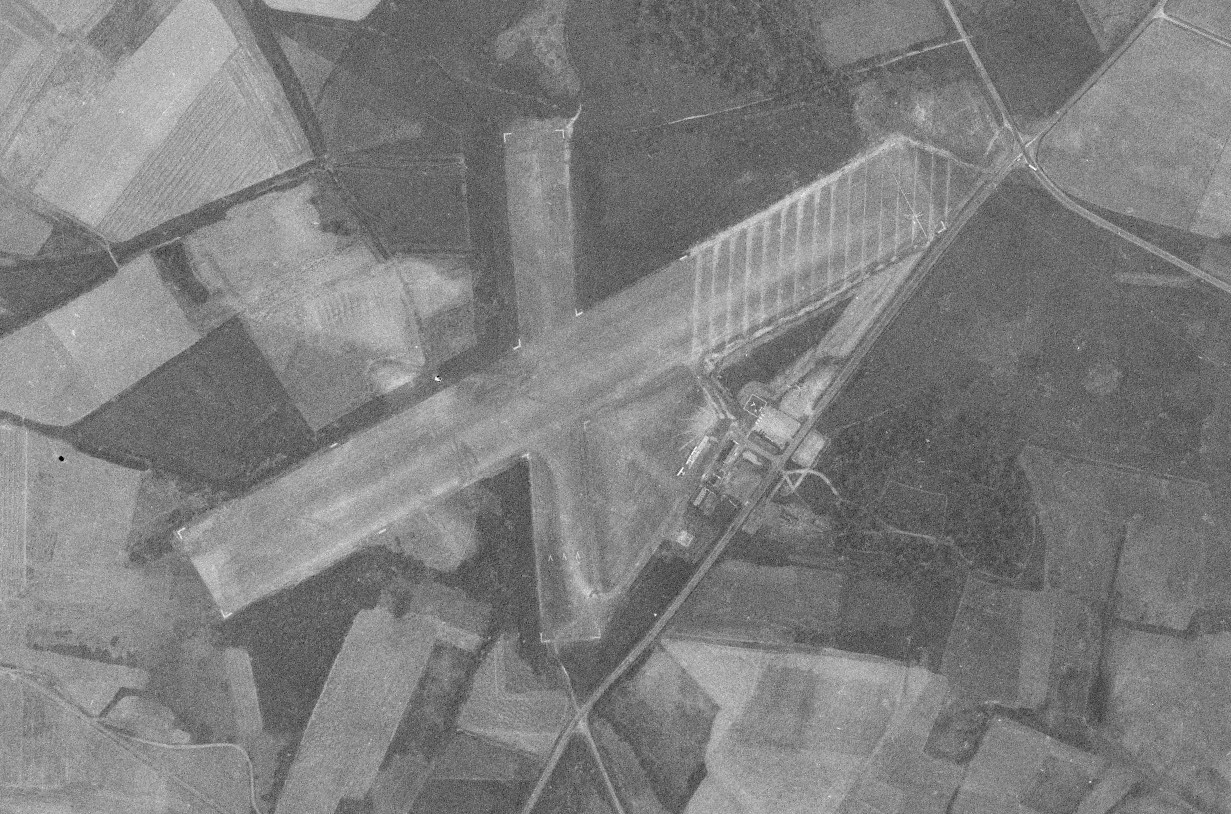
Aérodrome de Belle Ile le 26 juin 1976 avec deux pistes en herbe.
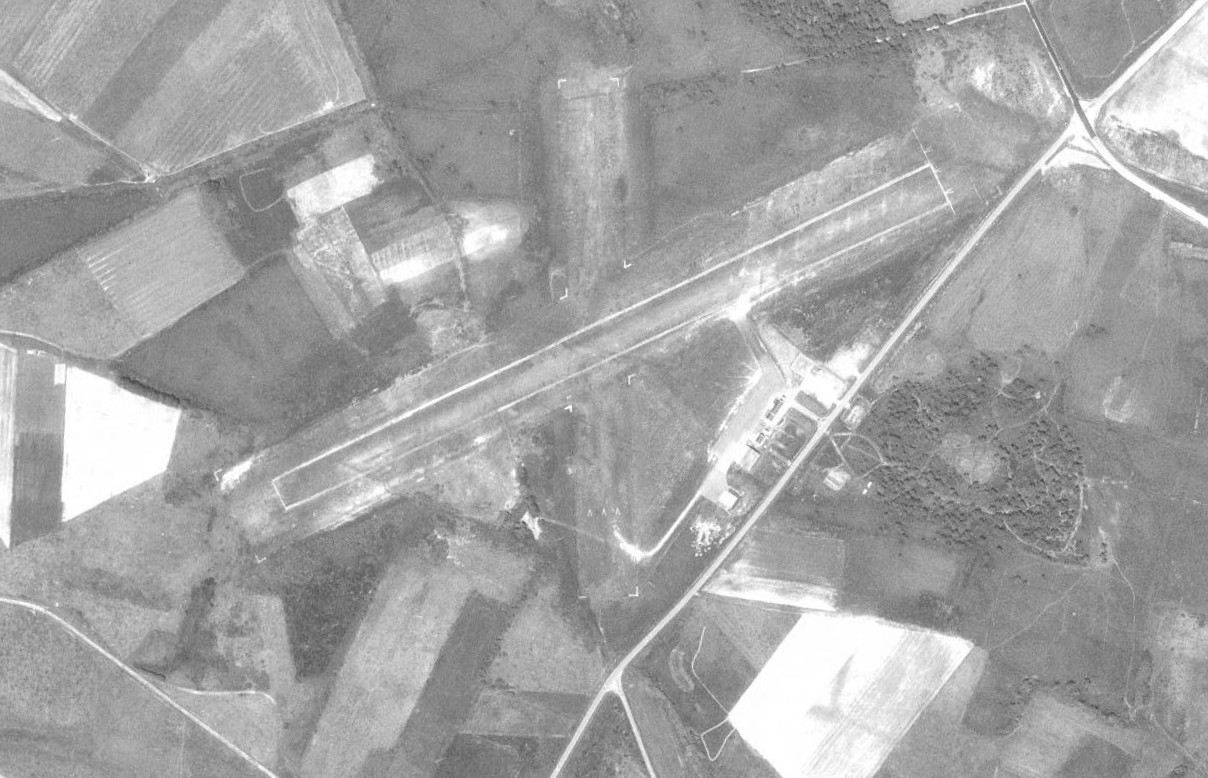
Aérodrome de Belle Ile le 22 juin 1981 avec deux pistes en herbe.
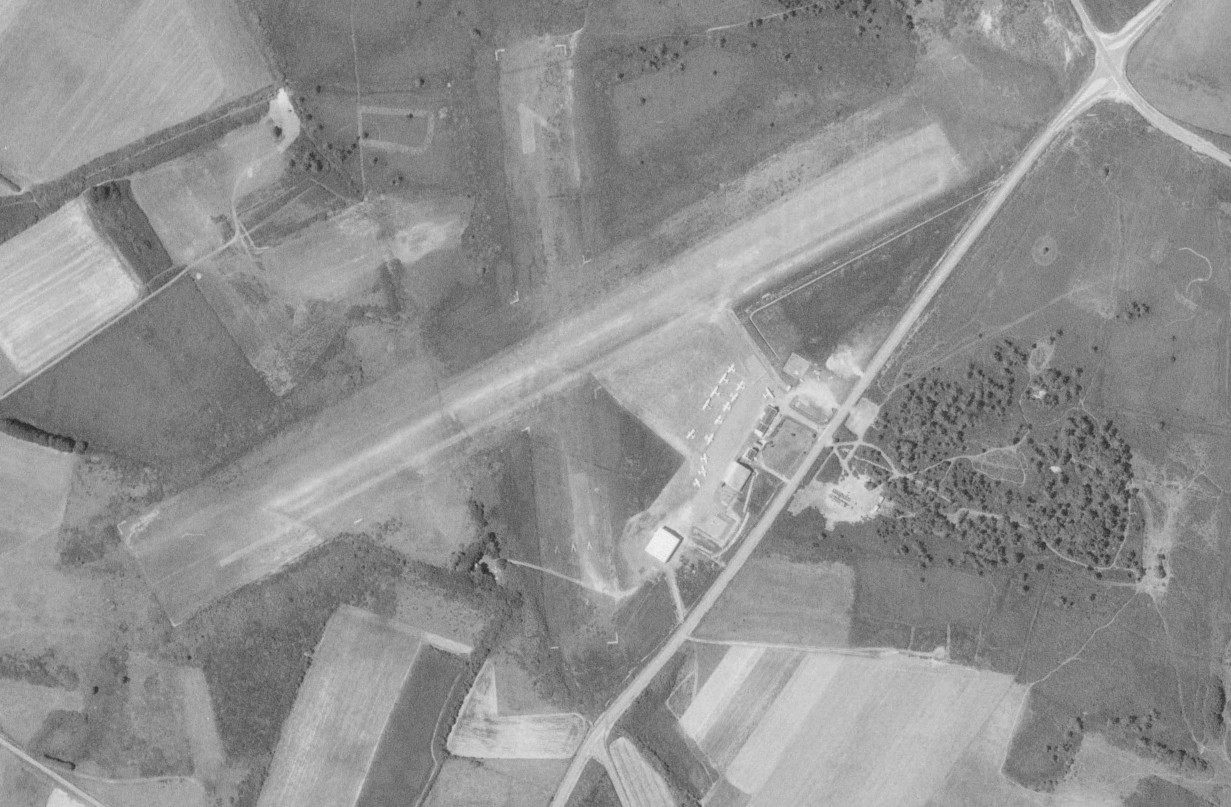
Aérodrome de Belle Ile le 07 juillet 1985 avec deux pistes en herbe.
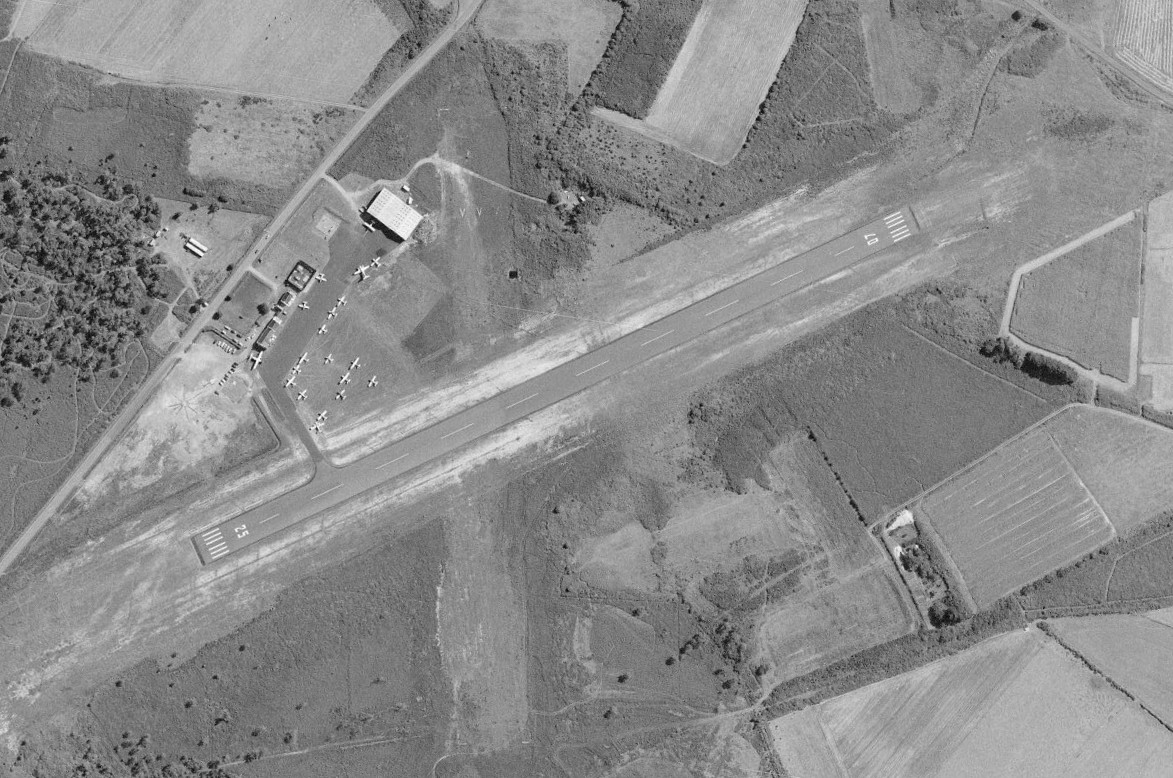
Aérodrome de Belle Ile le 25 août 1991 avec sa piste enrobée 07/25.
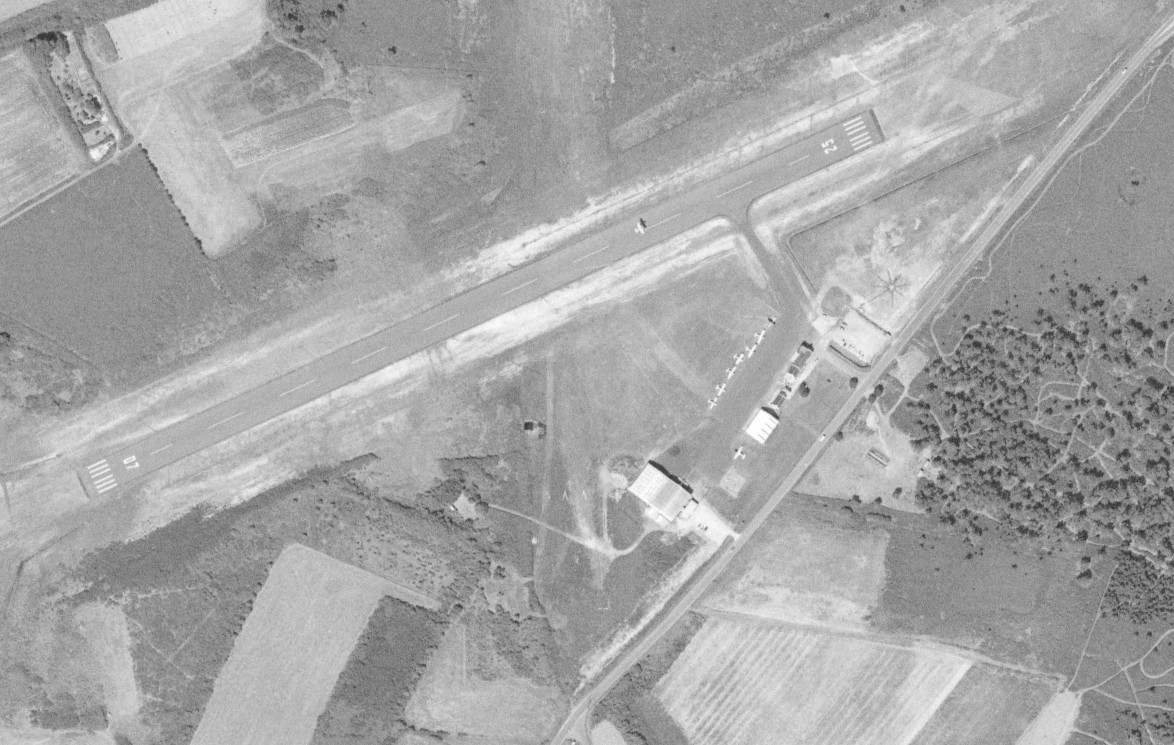
Aérodrome de Belle Ile le 02 septembre 1993 avec sa piste 07/25.
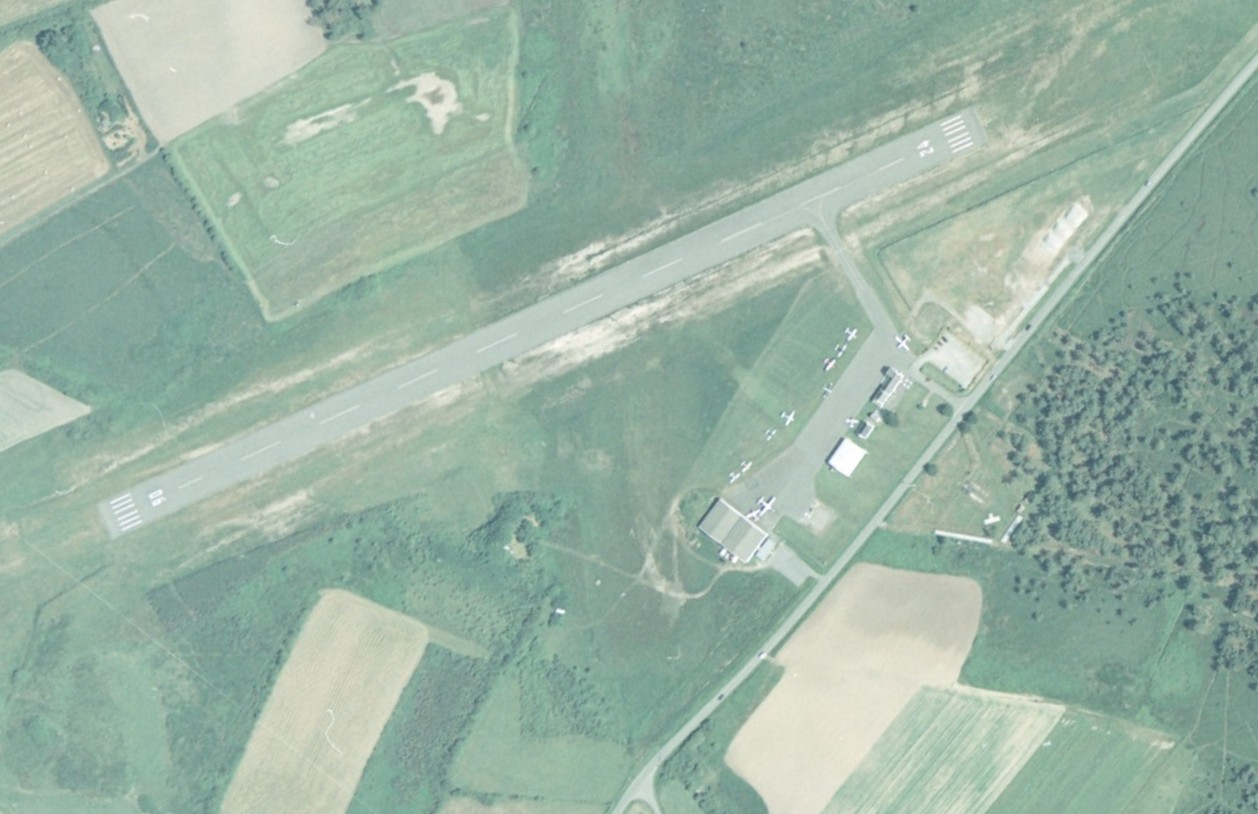
Aérodrome de Belle Ile le 19 juin 1999 avec sa piste 06/24.
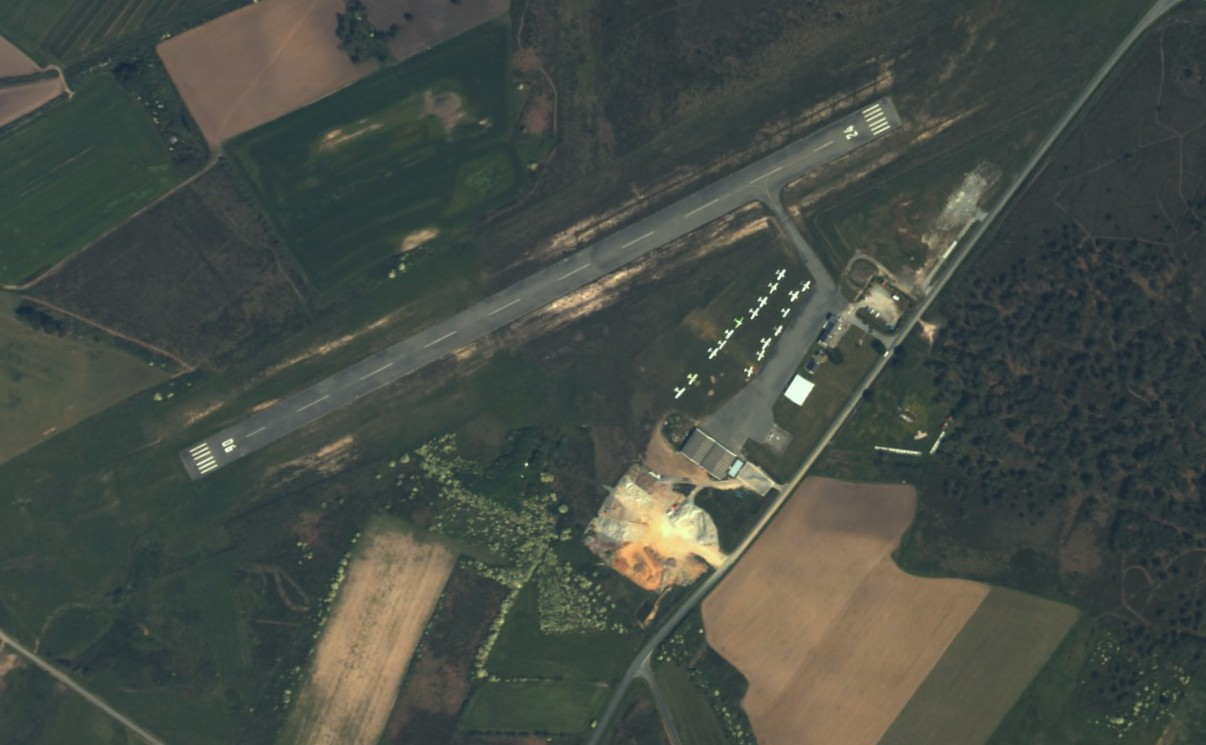
Aérodrome de Belle Ile le 22 mai 2004 avec sa piste 06/24.
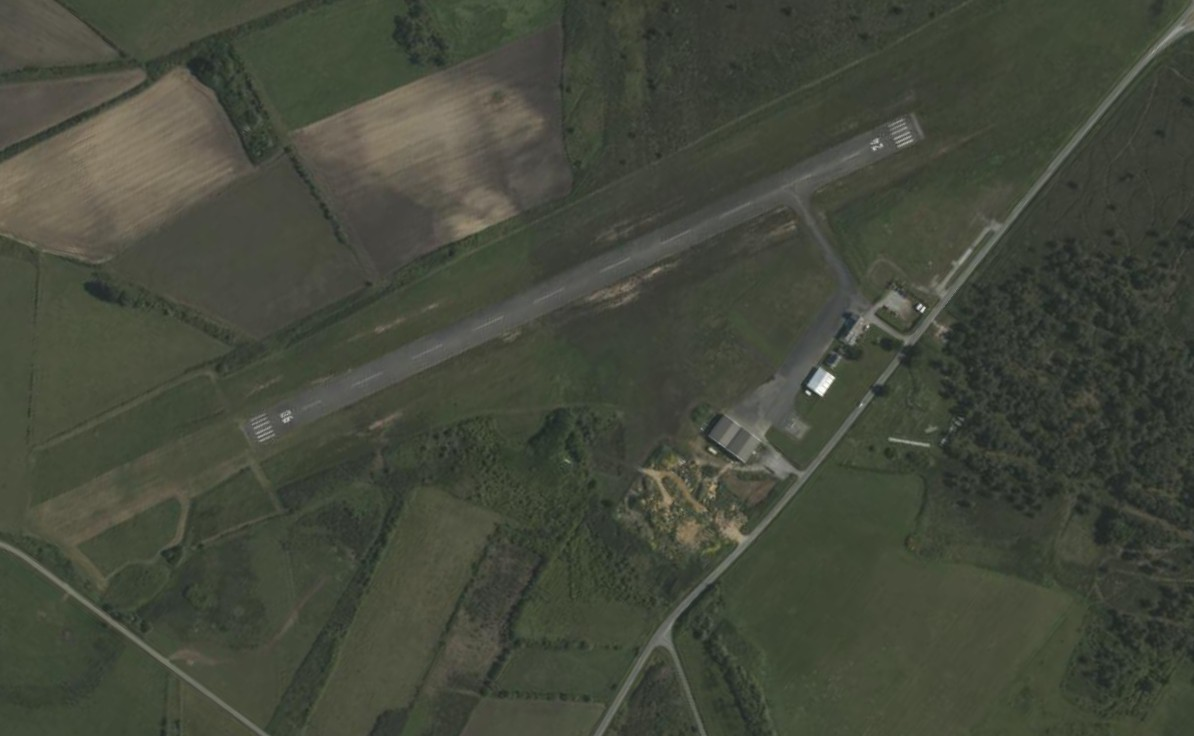
Aérodrome de Belle Ile le 29 mai 2009 avec sa piste 06/24.
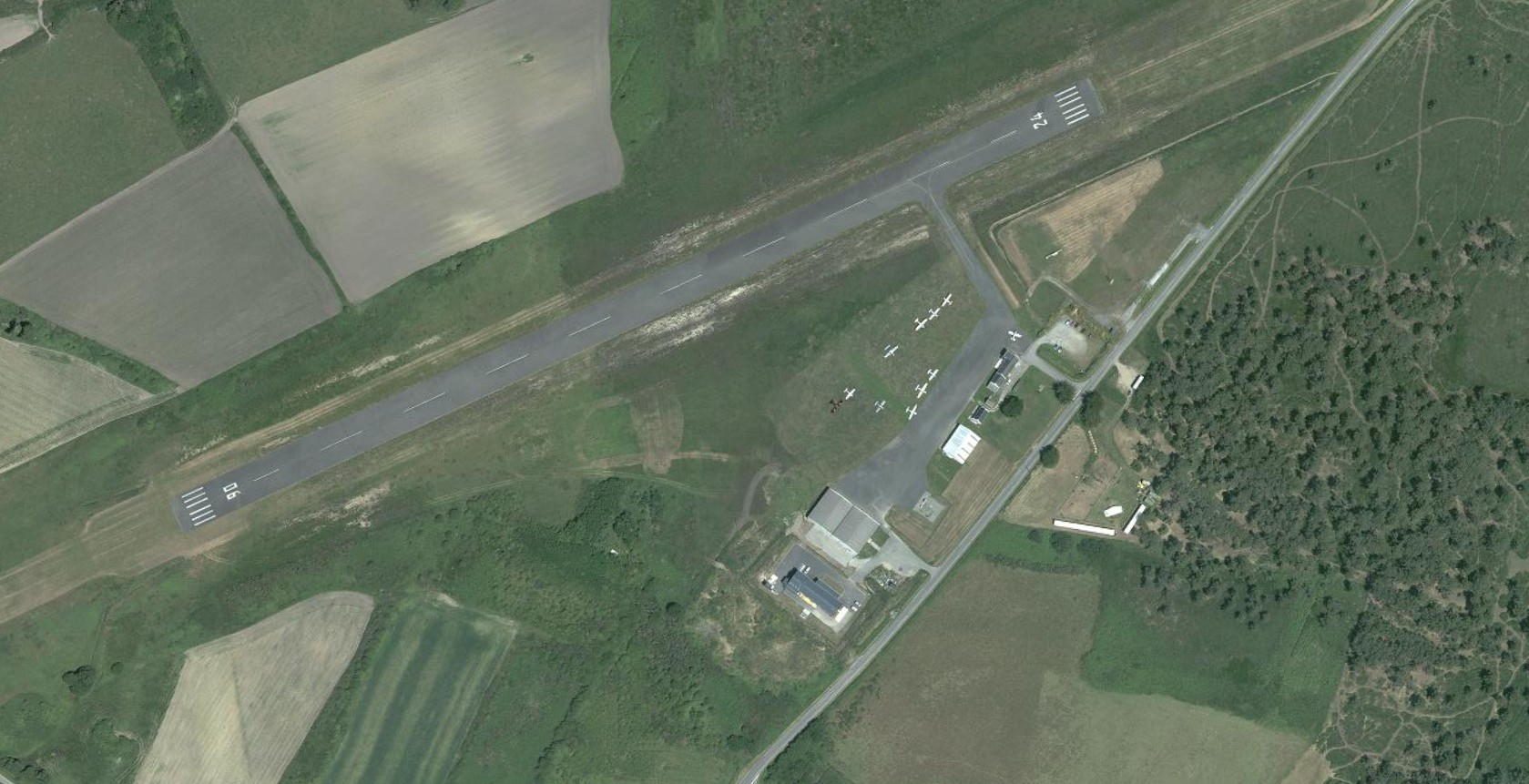
Aérodrome de Belle Ile le 09 juillet 2013 avec sa piste 06/24.